# Ci vediamo domenica
Ci vediamo domenica è stato un programma televisivo di genere talk show, trasmesso da Rai 2 dal 4 ottobre al 13 dicembre 2009. La trasmissione era condotta da Alda D'Eusanio, la quale era anche autrice del programma insieme a Nicoletta Berardi, Ezio D'Eusanio e Magda Geronimo.

## Il programma
La prima ed unica edizione della trasmissione iniziò il 4 ottobre 2009 con dieci puntate, in onda ogni domenica alle 10:05 su Rai 2. La nota conduttrice, in compagnia di Anna Longhi nei panni di una esuberante governante, del suo pappagallo Giorgio e dello chef Alessandro Borghese, apre le porte del suo salotto ai VIP per ripercorrere i momenti salienti della loro vita personale, artistica e professionale. Il racconto si arricchisce poi del contributo di amici e colleghi nella veste di “testimoni”, oltre che di filmati di repertorio con immagini particolarmente significative, che hanno lo scopo di fare uscire i lati inediti dei personaggi. Il set della trasmissione, allestito presso lo Studio 2 di Via Teulada e disegnato da Mimma Aliffi, rappresentava un vero e proprio salotto di casa.

## Puntate e ospiti
- 4 ottobre 2009 - Aldo Biscardi, Debora Salvalaggio, Sara Ventura, Elisa Sciuto
- 11 ottobre 2009 - Katia Ricciarelli, Guillermo Mariotto, Adriana Volpe
- 18 ottobre 2009 - Cristiano Malgioglio, Rosanna Cancellieri, Emanuela Aureli
- 25 ottobre 2009 - Sandra Milo, Tosca D'Aquino, Claudia Loy, Daniel Ducruet
- 8 novembre 2009 - Antonio Di Pietro, Mara Maionchi, Flavia Vento
- 15 novembre 2009 - Daniela Santanchè, Roberta Capua, Fabrizio Frizzi
- 22 novembre 2009 - Massimo Giletti, Barbara De Rossi, Éva Henger
- 29 novembre 2009 - Eleonora Giorgi, Matilde Brandi, Giancarlo Magalli
- 6 dicembre 2009 -  Maurizio Gasparri, Barbara Bouchet, Rosario Sorrentino
- 13 dicembre 2009 - Bruno Vespa, Martina Colombari, Maria Giovanna Elmi